# Inter Airlines
Inter Airlines – nieistniejąca turecka czarterowa linia lotnicza z siedzibą w Antalya. Obsługiwały połączenia czarterowe do krajów europejskich, głównie do Niemiec, Belgii i Holandii. Głównym hubem był port lotniczy Antalya.